# 電信切手

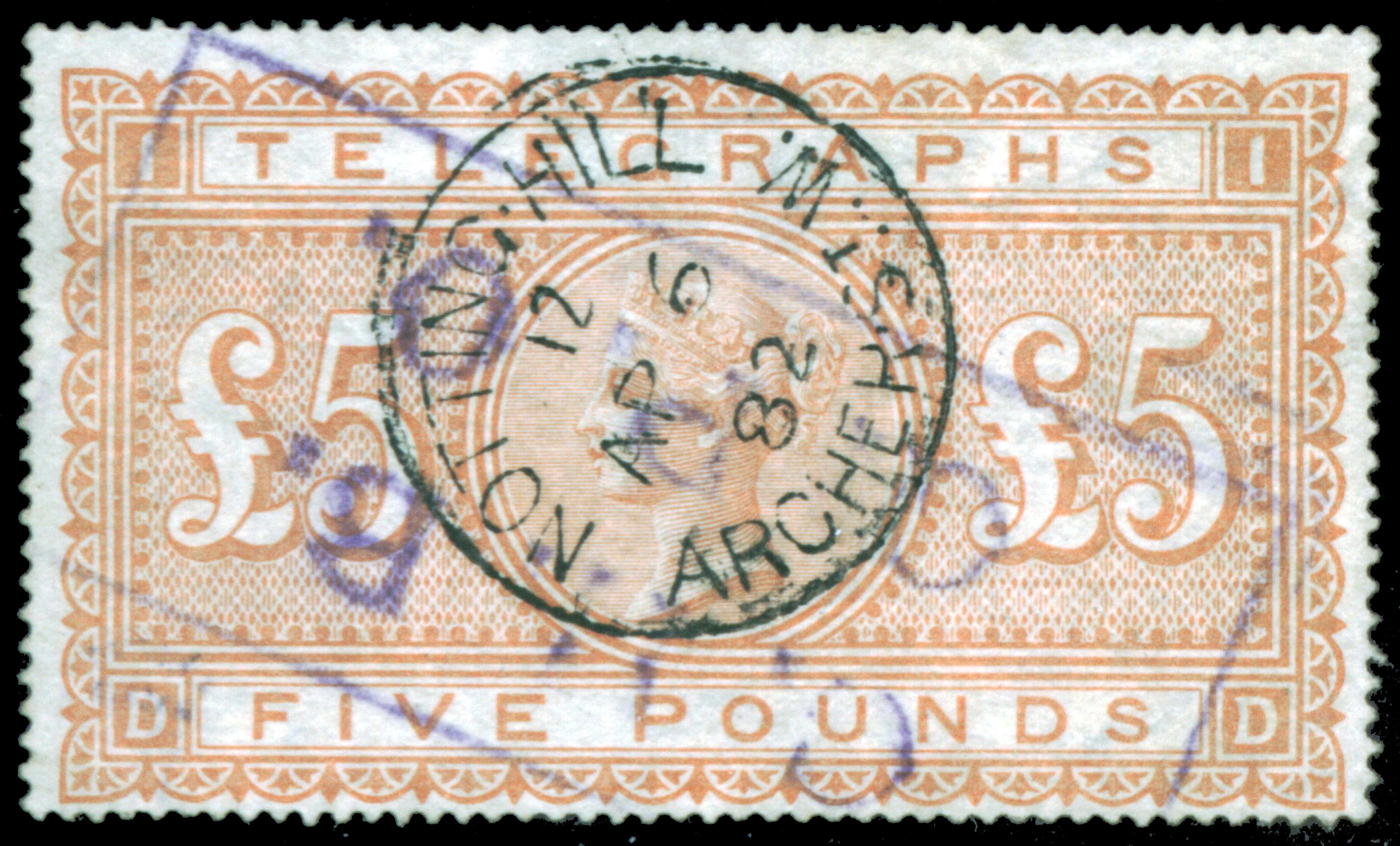
イギリスの電信切手（1882年使用）

電信切手（でんしんきって）とは、電信（電話又は電報）料金を納付するために発行された切手である。世界の一部の国で発行されている。

## 概要
郵政事業と同様に、かつては電信事業も国家による経営であった。多くの国では、電報の納付に電信切手が用いられていたが、多くの場合は郵便料金として使用することができなかった。その後、一部の国では、電信料金の納付に郵便切手が使えるようになり、電信切手は短期間のうちに廃止されている。
イギリスでは、民間の電信会社が郵便切手に類似した料金納付用の証紙（スタンプ）を発行していた。1870年に電信事業が国営化された後、1876年になってから電信切手が発行されたものの、郵便切手で料金の納付が可能となり廃止された。また、スペインでは、1879年に電信切手を一時的な措置として郵便切手の代用とすることができた。
なお、電信切手は、郵便切手と同様に、切手コレクションの一環として収集され取引されることがある。

## 日本における電信切手

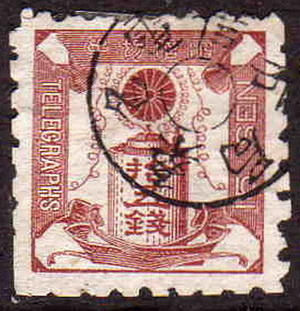
日本の15銭電信切手（1885年発行）

日本では、1869年の公衆電報サービス開始以来、電報料金は長らく現金納付であったが、1885年7月1日施行の国内電報の均一料金制導入とあわせて、電信切手による料金納付制度が導入された。電信切手は、当時電報事業を行っていた工部省により、使用開始に先立ち、1885年5月7日に発行された。
発行されたのは1、2、3、4、5、10、15、25、50銭と1円の10種類であり、凸版印刷で、印面は18×19ミリの大きさである。
明治18年（1885年）12月22日には、工部省が逓信省と農商務省に分割され、電報事業は逓信省に移管さた。1888年4月1日から電報料金を郵便切手で納付できるようになった。電信切手は、1888年3月31日に売捌き停止（発売停止）、1890年2月28日に使用禁止となった。その後は、1949年の郵電分離まで、電信電話料金の支払いに郵便切手を充てることができた。
日本では、電話の公衆サービスの開始(1890年)よりも前に電信切手が廃止されたことから、電話料金の納付に電信切手が用いられたことがない。